# Владимир Кличко — Сэмюэл Питер (2005)
Владимир Кличко — Сэмюэл Питер — двенадцатираундовый боксёрский поединок в тяжёлой весовой категории за титул чемпиона по версии NABF, который принадлежал Питеру, и за вакантный титул WBO NABO; этот бой также был элиминатором (отборочным) за титулы чемпиона мира по версиям IBF и WBO.
Поединок состоялся 24 сентября 2005 года в Атлантик-Сити (Нью-Джерси, США). Владимир Кличко доминировал на протяжении всего поединка, работая джебами и срывая атаки противника, но Сэмюэлу Питеру удалось трижды отправить его в нокдаун. Несмотря на падения, победу в поединке единогласным судейским решением одержал Владимир Кличко. Все три судьи отдали победу Кличко со счётом 114—111.
После этой победы Кличко-младший в 2006 году победил Криса Бёрда и завоевал титул чемпиона мира по версии IBF, а в 2008 году в бою против Султана Ибрагимова повторно завоевал титул чемпиона мира по версии WBO.
В 2010 году боксёры вновь встретились на ринге, но на этот раз поединок продлился 10 раундов и завершился победой украинского боксёра нокаутом.

## Предыстория
10 апреля 2004 года Владимир Кличко провёл бой за вакантный титул чемпиона мира по версии WBO против американского боксёра Леймона Брюстера, проиграв тому техническим нокаутом в 5-м раунде. После этого поражения Владимир был травмирован не только физически, но и морально. 2 октября 2004 года Кличко-младший провёл первый поединок после этого поражения против Дэваррила Уильямсона (20-2, 17 KO). Первые три раунда поединка остались за украинцем, но затем, в 4-м раунде, Кличко оказался в нокдауне. В этом же раунде произошло столкновение головами боксёров, которое повлекло за собой рассечение у Владимира Кличко. Несмотря на падение, двое из трёх судей выставили счёт за раунд 10-9 — в пользу Уильямсона, а не 10-8, как обычно выставляют при нокдауне. В пятом раунде рассечение начало увеличиваться, и рефери принял решение остановить поединок. Согласно правилам профессионального бокса, если рассечение было получено в результате столкновения головами, то при остановке поединка победителем считается тот, кто на момент остановки лидировал в судейских записках. В результате технического решения победу одержал Кличко, но остался ею не удовлетворён. 23 апреля 2005 года Владимир Кличко провёл второй, после поражения от Брюстера, поединок против ранее не побеждённого Элисео Кастильо (18-0-1, 14 KO), которого победил техническим нокаутом в 4-м раунде.
После этих боёв Кличко восстановил свои позиции в боксёрских рейтингах и стал одним из главных претендентов на поединок за титулы чемпиона мира по версиям IBF и WBO, которыми владели американцы Крис Бёрд и Леймон Брюстер. Соперником украинского боксёра стал молодой и перспективный нигерийский боксёр Сэмюэл Питер.

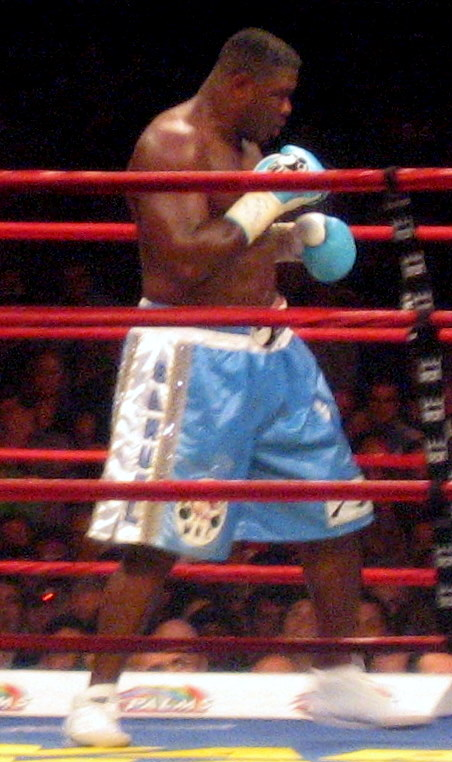
Сэмюэл Питер на ринге, 2007 год

Питер дебютировал на профессиональном ринге в 2001 году и к 2005 году провёл 24 поединка, из которых 21 завершился его досрочной победой. До поединка с Владимиром Кличко нигериец не проводил поединки против топ-боксёров тяжёлого веса, а выбирал соперников, которые были преимущественно джорнименами (боксёрами, которые принимали любой вызов на любой поединок). Несмотря на это, Питер был спарринг-партнёром Леннокса Льюиса и Хасима Рахмана. Кроме того, в 2001 году он был одним из спарринг-партнёров Владимира Кличко, во время подготовки последнего к поединку против Чарльза Шаффорда.

Это [Сэмюэл Питер] весьма колоритная фигура. Судя по его внешности, произошёл он непосредственно от баобаба. У него здоровенная голова и полностью отсутствует шея. Нижняя челюсть торчит откуда-то из середины груди. В 25 лет выглядит на 40. Рост у него для тяжеловеса не большой — 187 см, но весит Питер больше 110 кг. При этом у него чудовищно мощные руки, которыми без всяких прочих приспособлений, кажется, можно забивать сваи. В общем матёрый человечище. Техника у него, правда, оставляет желать не то что лучшего, но даже среднего, однако Питер от природы достаточно пластичен для своих размеров, быстр, а голова его выдержит удар падающего фонарного столба. Кроме того, нигериец обладает хорошей реакцией и смел.— Александр Беленький
По словам Эмануэля Стюарда, Питер был самым опасным боксёром-тяжеловесом того времени. Вся команда Владимира Кличко, в том числе и его брат Виталий, сильно переживала за Владимира, и поэтому никто из них не хотел этого поединка. Однако сам Владимир настоял именно на поединке с Питером. Владимир Кличко не являлся абсолютным фаворитом в поединке. Так, известные американские тренеры Анджело Данди (бывший тренер Мохаммеда Али) и Тедди Атлас (бывший тренер Майка Тайсона) были уверены в победе Питера, а российский спортивный журналист Александр Беленький считал, что шансы равны.

Этот бой для меня стал вехой в карьере. Я был на пути вниз, меня называли «ходячим трупом», а Питер был одной из восходящих звёзд. Он убивал людей в ринге. У него был высокий процент побед нокаутом. Почти все свои бои он выиграл нокаутом, помню как после каждого боя он кричал «Кто следующий!» Следующим был Кличко. В общем, он был номером один в рейтингах, он хотел быть чемпионом. А я знал, что могу побить этого парня. Я спарринговал с ним, когда был чемпионом, и помнил, насколько он был физически силен. В молодости он был чудовищно силен и мотивирован, и я знал, что если мне суждено доказать свою принадлежность к верхушке, я должен победить этого парня. Я должен его побить и стать обязательным претендентом на титулы по двум версиям сразу. Я очень сильно хотел этого боя, и Эмануэль [Стюард] был со мной на одной волне.— Владимир Кличко

## Ход боя
Два первых раунда прошли без опасных моментов для обоих боксёров. Кличко, который работал «вторым номером» (на отходе), постоянно бил лёгкие джебы, а Питер не мог подойти на ударную для себя дистанцию, а когда ему это удавалось, Владимир уходил в клинч. Питер пропускал много ударов, что не имело для него никаких последствий. Третий раунд также завершился в пользу Владимира Кличко, но ознаменовался тем, что у Питера начали доходить до цели первые удары. В четвёртом — начале пятого раунда украинский боксёр держал ситуацию под контролем и не давал работать противнику. За две с половиной минуты до конца раунда Питеру удалось пробить точный акцентированный левый хук, который потряс украинского боксёра. Кличко начал отходить назад по прямой, но Питер пошёл в атаку и нанёс удар по затылку Владимира. Украинец упал на настил, и рефери отсчитал ему нокдаун. После того, как Кличко поднялся, и рефери дал команду продолжить бой, Питер вновь пошёл в атаку и вновь отправил украинского боксёра в нокдаун ударом по затылку, но Кличко-младший снова сумел подняться и продолжить поединок.

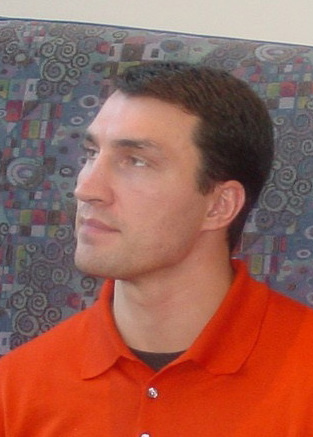
Владимир Кличко, 2004 год

Пятый — девятый раунды прошли с преимуществом Кличко, который старался перебоксировать соперника, а тот, в свою очередь, пытался беречь силы для следующих раундов. Кличко продолжал клинчевать Питера, но тот нашёл способ выходить из клинчей и уходить за спину Владимира, после чего пробивать его по затылку. Даже после того, как рефери давал команду «stop», нигериец продолжал наносить удары.
К концу 10-го раунда Питер успешно провёл атаку, к которой Кличко оказался не готов и начал отступать, но нигериец сумел провести акцентированный правый прямой удар, который пришёлся в челюсть украинцу, и он снова упал. Так Владимир Кличко оказался в третьем нокдауне за поединок. В 11-м раунде Кличко старался удерживать Питера на прямых ударах, после чего начинал клинчевать. В 12-м раунде Питер вновь пошёл в атаку, которая стала для него успешной, но за полторы минуты до окончания раунда Владимиру Кличко удалось провести левый хук, которым он, впервые за весь поединок, потряс соперника.
В итоге поединок продлился все отведённые на него двенадцать раундов и завершился победой Владимира Кличко единогласным судейским решением. Все три судьи отдали ему победу со счётом 114—111.

Это был самый драматичный 12-й раунд за мои 56 лет опыта в боксе, Виталий [Кличко] всё спрашивал меня: Эмануэль, он сможет выиграть? Мы чувствовали, что по очкам он впереди, и молили Бога, чтобы он [Владимир Кличко] выстоял этот раунд.— Эмануэль Стюард, тренер Владимира Кличко
| Таблица ударов    | Таблица ударов | Таблица ударов |
| ----------------- | -------------- | -------------- |
|                   | Кличко         | Питер          |
| Попаданий         | 204            | 100            |
| Выпущено          | 523            | 440            |
| Процент попаданий | 39 %           | 23 %           |

| Счёт судейских записок | Счёт судейских записок | Счёт судейских записок | Счёт судейских записок | Счёт судейских записок | Счёт судейских записок |
| Линн Картер            | Линн Картер            | Джордж Хилл            | Джордж Хилл            | Стив Вайсфельд         | Стив Вайсфельд         |
| ---------------------- | ---------------------- | ---------------------- | ---------------------- | ---------------------- | ---------------------- |
| Владимир Кличко        | Сэмюэл Питер           | Владимир Кличко        | Сэмюэл Питер           | Владимир Кличко        | Сэмюэл Питер           |
| 114                    | 111                    | 114                    | 111                    | 114                    | 111                    |

## Андеркарт
В таблице перечислены результаты всех поединков боксёров.
В каждой строке указан результат поединка. Дополнительно номер поединка обозначен цветом, который обозначает итог поединка. Расшифровка обозначений и цветов представлена в нижеследующей таблице.
| Пример | Расшифровка                     |
| ------ | ------------------------------- |
|        | Победа                          |
|        | Ничья                           |
|        | Поражение                       |
|        | Планируемый поединок            |
|        | Поединок признан несостоявшимся |
| КО     | Нокаут                          |
| ТКО    | Технический нокаут              |
| PTS    | Решение судей (по очкам)        |
| UD     | Единогласное решение судей      |
| MD     | Решение большинства судей       |
| SD     | Раздельное решение судей        |
| RTD    | Отказ от продолжения боя        |
| DQ     | Дисквалификация                 |
| NC     | Поединок признан несостоявшимся |

| Боксёр                   | Итог боя  | Боксёр                        | Титулы |
| ------------------------ | --------- | ----------------------------- | --- |
| Владимир Кличко (44-3)   | UD12 (12) | Сэмюэл Питер (24-0)           | Бой за титулы и NABF и WBO NABO, победитель поединка стал претендентом на титулы чемпиона мира по версиям IBF и WBO. |
| Мигель Котто (24-0)      | KO7 (12)  | Рикардо Торрес (28-0)         | Бой за титул чемпиона мира по версии WBO в первом полусреднем весе.                                                  |
| Кендалл Холт (19-1)      | UD10 (10) | Владимир Ходаковский (11-8-2) | |
| Джей-Ди Чапман (15-0)    | KO4 (8)   | Роберт Коосер (7-3)           | |
| Александр Сипос (15-0-2) | TKO3 (8)  | Стив Уокер (16-12)            | |
| Майк Маррон (10-0)       | DQ4 (8)   | Адам Смит (4-7-1)             | |
| Генри Акинванде (46-2-1) | TKO2 (6)  | Типтон Уолкер (13-11-1)       | |

## Значение
Данный поединок считается переломным в карьере Кличко-младшего. По мнению ряда экспертов, если бы поединок окончился досрочной победой Питера, то это бы означало конец профессиональной боксёрской карьеры Владимира Кличко. Журналист издания «Ринг» Евгений Пилипенко отмечал, что если бы Владимир потерпел ещё одно досрочное поражение (до этого боя у него их было три — в 1999 году от Росса Пьюритти, в 2003 году от Корри Сандерса и в 2004 году от Леймона Брюстера), то он должен был бы завершить карьеру, а если бы он всё-таки решил её продолжить, то его репутация очень серьёзно бы пострадала. Другой журналист «Ринга» Антон Горюнов говоря об этом поединке уточнил, что бой стал «своеобразным моментом истины» для Кличко.

## После боя
После победы над Питером Владимир Кличко стал претендентом на титулы чемпиона мира по версиям WBO и IBF. 22 апреля 2006 года состоялся поединок за вакантный чемпионский титул по версии IBO и титул чемпиона мира по версии IBF, который принадлежал Крису Бёрду. Бой продлился семь из двенадцати запланированных раундов и завершился победой Кличко техническим нокаутом в 7-м раунде. 23 февраля 2008 года Кличко-младший провёл объединительный бой против ранее не побеждённого российского боксёра Султана Ибрагимова и завоевал пояс чемпиона мира по версии WBO.
Сэмюэл Питер после этого поражения провёл ещё 4 боя и 6 октября 2007 года вышел на бой за титул временного чемпиона мира по версии WBC против Джамиля Макклайна. 8 марта 2008 года состоялся поединок между Питером и регулярным чемпионом WBC Олегом Маскаевым, который завершился победой нигерийца техническим нокаутом в 6-м раунде. 11 октября 2008 года после четырёхлетнего перерыва в карьере на ринг вернулся старший брат Владимира — Виталий Кличко. Первым его соперником после возвращения стал Сэмюэл Питер, с которым он оспаривал титул WBC. Поединок продлился восемь раундов и завершился победой Виталия Кличко, ввиду отказа нигерийского боксёра выходить на ринг после 9-го раунда. Это поражение стало вторым, после поражения от Владимира Кличко, в профи-карьере Питера.
11 сентября 2010 года состоялся второй поединок между Владимиром Кличко и Сэмюэлом Питером, который продлился десять раундов и завершился победой Владимира Кличко нокаутом.

## Комментарии
1. ↑  На самом деле на момент боя на счету Владимира Кличко быть на одну досрочную победу больше. Разночтения в рекорде Владимира Кличко возникли после его поединка с Бико Ботовамунгу 23 августа 1997 года, когда рефери остановил поединок дисквалифицировав Ботовамунгу, затем результат встречи был изменён на победу Кличко техническим нокаутом. Однако на сайте BoxRec, который является одним из самых авторитетных статистических сайтов на данную тему, в отличие от других источников, результат остался прежним[1].